# Spirobolellus modiglianii
Spirobolellus modiglianii är en mångfotingart som beskrevs av Filippo Silvestri 1895. Spirobolellus modiglianii ingår i släktet Spirobolellus och familjen slitsdubbelfotingar. Inga underarter finns listade i Catalogue of Life.